# Pagamea guianensis
Pagamea guianensis är en måreväxtart som beskrevs av Jean Baptiste Christophe Fusée Aublet. Pagamea guianensis ingår i släktet Pagamea och familjen måreväxter.

## Underarter
Arten delas in i följande underarter:
- P. g. guianensis
- P. g. macrocarpa